# Les Villards-sur-Thônes
Les Villards-sur-Thônes település Franciaországban, Haute-Savoie megyében. Lakosainak száma 1121 fő (2022. január 1.). Les Villards-sur-Thônes La Clusaz, Saint-Jean-de-Sixt, Thônes és Glières-Val-de-Borne községekkel határos.

## Népesség
A település népességének változása:
| Lakosok száma | 998  | 1038 | 1095 | 1068 | 1066 | 1071 | 1089 | 1105 | 1121 |
|               | 2013 | 2015 | 2016 | 2017 | 2018 | 2019 | 2020 | 2021 | 2022 |